# Rhynchocorys elephas
Rhynchocorys elephas är en snyltrotsväxtart. Rhynchocorys elephas ingår i släktet Rhynchocorys och familjen snyltrotsväxter.

## Underarter
Arten delas in i följande underarter:
- R. e. boissieri
- R. e. carduchorum
- R. e. elephas
- R. e. glabrescens